# Giacomo Kratter
Giacomo Kratter (Udine, 26 luglio 1982) è uno snowboarder italiano.

## Biografia
Specialista di half pipe, alto 172 cm per 62 kg vive a Sappada. È stato il primo atleta in Europa ad eseguire un salto con tre rotazioni. Nel 2000 ha conquistato il mondiale juniores e nel 2001 ha vinto l'Isf Master World Cup di Davos.  Alle XIX Giochi olimpici invernali di Salt Lake City 2002 si è classificato al 4º posto. Ai XX Giochi olimpici invernali di Torino 2006 non è riuscito a qualificarsi per la finale, classificandosi 13º, primo tra gli esclusi.